# Grand Trio a-moll op. 17 (Dobrzyński)
Grand Trio a-moll op. 17 – trio fortepianowe skomponowane przez Ignacego Feliksa Dobrzyńskiego w 1831 roku. Opublikowane w oficynie Breitkopf u. Härtel w Lipsku ok. 1834 roku.

## Informacje ogólne
Grand Trio a-moll op. 17 jest czteroczęściowym dziełem będącym połączeniem wzorców klasycznych ze stylem brillante. Podczas prawykonania 24 listopada 1835 roku w Warszawie partię fortepianu wykonywała Joanna Naimska, pianistka i śpiewaczka studiująca również u Józefa Elsnera – nauczyciela samego Dobrzyńskiego. Utwór zadedykowany jest Johannowi Nepomukowi Hummlowi.

## Budowa
Grand Trio a-moll op. 17 Ignacego Feliksa Dobrzyńskiego ujęte jest w czteroczęściowej formie cyklicznej:
- cz. I. Allegro moderato,
- cz. II. Scherzo. Allegro moderato,
- cz. III. Adagio fantastico,
- cz. IV. Rondo. Allegretto.

## Analiza
Część pierwsza Allegro moderato, w tonacji a-moll i metrum C jest klasycznym, choć bardzo rozbudowanym allegrem sonatowym. Wysokie wymagania pianistyczne stawia wykonawcy coda.
Część druga Scherzo, utrzymana w tempie Allegro moderato, głównej tonacji a-moll i metrum 3/4. Osadzone w formie ABA z dodatkową codą.
Część trzecia, Adagio fantastico w metrum C i tonacji d-moll, o największych aspiracjach romantycznych i największym ciężarze wyrazowym. Utrzymana w tonie balladowym z wyraźnymi dramatycznymi przerywnikami recytatywnymi oraz kadencyjnymi zwrotami instrumentów.
Część czwarta, Rondo w tempie Allegretto. Na motywie Krakowiaka w metrum 2/4. Niezwykle obszerne, liczące niemal 600 taktów o wybitnym zacięciu wirtuozowskim partii fortepianu. Długimi fragmentami instrumenty smyczkowe pełnią rolę uzupełniających harmonię bądź komentujących poczynania fortepianu w imitacyjnych kontrapunktach.